# Universidade Municipal de São Caetano do Sul
A Universidade Municipal de São Caetano do Sul (USCS) é uma instituição de ensino superior pública municipal localizada em São Caetano do Sul.  
Possui mais de 40 cursos de graduação, além de especializações, por meio da pós-graduação lato sensu, em diversas áreas. Já na pós-graduação stricto sensu, a Universidade conta com os seguintes programas: Mestrado Acadêmico em Administração, Mestrado Profissional em Comunicação, Mestrado Profissional em Educação e Mestrado Profissional em Inovação no Ensino Superior em Saúde, além de Doutorado e Pós-Doutorado em Administração. 
Anteriormente conhecida como Instituto Municipal de Ensino Superior (IMES), teve seu nome alterado para Universidade Municipal de São Caetano do Sul (USCS) em dezembro de 2007, de acordo com a lei nº 4.581 de São Caetano do Sul. A lei adapta a estrutura administrativa do IMES à condição de universidade, sendo efetivada a partir do dia 5 de junho de 2008.
A Universidade possui três campi em São Caetano do Sul (Barcelona, Centro e Conceição), um campus em São Paulo, no bairro Bela Vista, e um campus de Medicina em Itapetininga, São Paulo. 
Ao todo, a instituição formou mais de 23.000 alunos. Em 2017, foi considerada pelo Guia do Estudante a melhor instituição de ensino superior municipal do Brasil.
Além das atividades no âmbito do ensino, a USCS tem uma longa tradição de projetos voltados aos outros dois pilares à pesquisa e extensão. Dentre os diversos serviços oferecidos à comunidade, por exemplo, estão aqueles desenvolvidos nas clínicas e laboratórios da área da Saúde. Um dos destaques atuais é o Programa de Reabilitação pós Covid-19.
Em 2019, foi fundado o Colégio Universitário USCS, em parceria com o município de São Caetano do Sul.
A Universidade também conta com o Hospital Municipal Universitário USCS e o Hospital Veterinário Universitário Municipal São Lázaro.

## História
Inicialmente denominada Faculdade Municipal de Ciências Econômicas, Políticas e Sociais, a instituição foi fundada no dia 1 de agosto de 1968, oferecendo dois cursos de Graduação: Economia e Ciências Políticas e Sociais. A turma inicial era formada por 130 estudantes. Em 1970, foi rebatizada para Instituto Municipal de Ensino Superior de São Caetano do Sul (IMES).
Em 1982, foi criado o INPES, o Instituto de Pesquisa da USCS. Entre os inúmeros projetos desenvolvidos desde então, encontram-se a pesquisa socioeconômica do ABC, que reúne importantes indicadores regionais. No mesmo ano, com a consolidação do Ceapog (Centro de Estudos de Aperfeiçoamento e Pós-Graduação), a instituição deu início à primeira turma de pós-graduação lato sensu da região, sendo uma das primeiras instituições no Estado a oferecer educação continuada para além da graduação. Em 1998, a implementação do Programa de Mestrado em Administração marcou o início da oferta de cursos de pós-graduação stricto sensu. Em 2000, alcançou a condição de centro universitário, oferecendo cursos de graduação nas áreas de Gestão, Comunicação, Direito e Comunicação. A partir de 2004, adquiriu o status de universidade.
O curso de Medicina passou a ser oferecido em 2014. Em 2016, a instituição passou a contar com uma unidade na cidade de São Paulo, o Campus Bela Vista.

### Cronologia e legislação[11]
- Lei Municipal nº 1611 - 19/09/1967 - para a criação da autarquia.
- Lei Municipal nº 1751 - 20/02/1969 - autoriza a criação do curso de administração.
- 1970 – A IMES instala-se no campus tradicional na Avenida Goiás.
- 1982 – É criado o INPES (Instituto de Pesquisa da USCS).
- 1998 – Implementação do Programa de Mestrado em Administração.
  - Lei Municipal nº 3636 - 04/03/1998 - inclui as finalidades do campo e da instituição.
  - Início da oferta de cursos de pós-graduação stricto sensu.

- 2000 – Adquire a condição de Centro Universitário.
  - Lei Municipal nº 3842 - 14/10/1999 - define e reestrutura o Instituto Municipal de Ensino Superior de São Caetano do Sul (IMES).
- 2004 – Adquire a condição de Universidade.
  - Inauguração do Campus Centro.

- Lei Municipal nº 4581 - 26/12/2007 - altera a denominação do Instituto Municipal de São Caetano do Sul (IMES) e redefine sua estrutura.

- 2014 – Inauguração do curso de graduação em Medicina.
- 2016 – Inauguração do Campus Bela Vista, na cidade de São Paulo.
- 2018 – Inauguração do Campus Campus Conceição.
- 2018 – Criação do Observatório de Políticas Públicas, Empreendedorismo e Conjuntura (Conjuscs).
- 2021 – Hospital São Caetano se torna Hospital Municipal Universitário USCS.
  - Lei Municipal nº 5.981 - 16/12/2021 - criação do hospital universitário gerido pela USCS.
- 2022 – Inauguração do Campus Itapetininga.

## Campi

### Campus Barcelona
Localizado na avenida Goiás, em São Caetano do Sul, o campus é o mais antigo da USCS e foi construído pelo município de São Caetano do Sul, sendo inaugurado em 1968. O espaço abriga cursos de graduação e pós graduação. Também conta com a clínica escola de psicologia.

### Campus Centro
Localizado em frente à estação São Caetano do Sul, o campus Centro da USCS abriga os cursos de saúde da instituição. Neste campus, também estão localizados o Conselho Regional de Biomedicina, o laboratório de análises clínicas e a clínica de fisioterapia.

### Campus Conceição
Inaugurado em 2018, este campus conta com o Colégio Universitário, a escola politécnica e de arquitetura, além da pós-graduação stricto sensu.

### Campus Bela Vista
Localizado no Bairro Bela Vista, em São Paulo. Abriga o curso de Medicina. Em 2020, realizou em parceria com o Sistema Estadual de Saúde de São Paulo uma ação que proporcionava atendimento de triagem para o Covid-19 no Hospital Vila Penteado.

### Campus Itapetininga
Inaugurado em 2022, em uma parceria da USCS com o município de Itapetininga.

## Apoio à comunidade

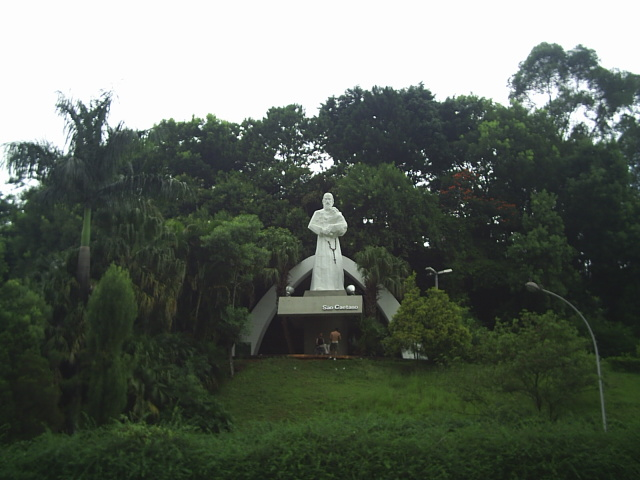
Estátua de São Caetano de Thiene, o padroeiro da cidade, no Espaço Verde Chico Mendes

A USCS atua próxima de São Caetano do Sul e região, oferecendo cursos e palestras pertinentes a propostas de soluções para problemas do município. Em 2013, o Inpes (Instituto de Pesquisa do USCS realiza Pesquisa Socioeconômica) realiza pesquisas que auxiliam a compressão sociodemográfica da região. Outro projeto é o Capacita São Caetano, programa da Prefeitura de São Caetano do Sul, em parceria com a Universidade Municipal de São Caetano do Sul (USCS), que, por meio de cursos a distância, gratuitos, ajuda na capacitação de jovens e adultos em diversos setores profissionais.
Ações da Universidade durante a Pandemia da Covid-19
A Universidade foi um dos 12 centros responsáveis pelo teste da vacina CoronaVac da farmacêutica Sinovac Biotech em parceria com o Instituto Butantan. A Universidade também participou, por meio do seu Centro de Pesquisa Clínica, na testagem da vacina da Janssen (Farmacêutica da Johnson & Johnson).
Criação do projeto Disque Coronavírus, idealizado por professores do curso de Medicina da USCS e realizado em parceria com a Prefeitura de São Caetano do Sul, a Secretaria de Saúde e o Instituto de Medicina Tropical da USP (Universidade de São Paulo), no qual estudantes do curso de Medicina da USCS participaram ativamente no combate à disseminação do SARS-CoV-2 (Covid-19). O trabalho esteve entre os 19 premiados na iniciativa APS Forte no SUS – no combate à Covid-19, promovida pela Organização Pan-Americana da Saúde no Brasil (OPAS/OMS) e pelo Ministério da Saúde.

## Graduação
A USCS oferece cursos de graduação nas áreas de Ciências Biológicas e da Saúde, Ciências Exatas e Tecnológicas e Ciências Humanas e Sociais, nas modalidades de bacharelado, licenciatura e tecnologia:
| Escola da Indústria Criativa - Bacharelado em Arquitetura e Urbanismo - Tecnólogo em Design Gráfico - Tecnólogo em Design de Interiores - Tecnólogo em Jogos Digitais - Bacharelado em Jornalismo - Tecnólogo em Produção Audiovisual - Tecnólogo em Produção Cultural - Tecnólogo em Mídias Sociais e Influência Digital - Bacharelado de Publicidade e Propaganda | Escola de Direito - Bacharelado em Direito - Tecnólogo em Segurança Pública | Escola de Gestão e Negócios - Bacharelado em Administração - Bacharelado em Ciências Contábeis - Bacharelado em Ciências Econômicas - Bacharelado em Estatística e Ciência de Dados - Tecnólogo em Comércio Exterior - Tecnólogo em Gestão Comercial - Tecnólogo em Gestão Financeira - Tecnólogo em Gestão Logística - Tecnólogo em Gestão de RH - Tecnólogo em Negócios Imobiliários - Bacharelado em Relações Internacionais - Tecnólogo em Secretariado - Tecnólogo em Marketing - Tecnólogo em Processos Gerenciais |

| Escola Politécnica - Tecnólogo em Análise e Desenvolvimento de Sistemas - Tecnólogo em Banco de Dados - Bacharelado em Ciência da Computação - Bacharelado em Engenharia Civil - Bacharelado em Engenharia da Computação - Bacharelado em Engenharia de Controle e Automação - Bacharelado em Engenharia Elétrica - Bacharelado em Engenharia de Produção - Bacharelado em Engenharia Química - Bacharelado em Estatística e Ciência de Dados - Tecnólogo em Gestão de TI - Tecnólogo em Gestão de RH - Tecnólogo em Segurança da Informação | Escola de Saúde - Bacharelado em Biomedicina - Licenciatura e Bacharelado em Ciências Biológicas - Licenciatura e Bacharelado em Educação Física - Bacharelado em Enfermagem - Tecnólogo em Estética e Cosmetologia - Bacharelado em Farmácia - Bacharelado em Fonoaudiologia - Bacharelado em Fisioterapia - Tecnólogo em Gestão Hospitalar - Bacharelado em Medicina - Bacharelado em Medicina Veterinária - Bacharelado em Musicoterapia - Bacharelado em Nutrição - Bacharelado em Odontologia - Licenciatura e Bacharelado em Psicologia - Licenciatura e Bacharelado em Ciências Biológicas - Bacharelado em Terapia Ocupacional | Escola de Formação de Professores e Inovação Pedagógica - Licenciatura em Pedagogia - Licenciatura em Ciências da Natureza - Licenciatura em Ciências Humanas - Licenciatura em Matemática |

## Mestrado, Doutorado e Pós-Doutorado
Atualmente, a USCS oferece o programa de de Mestrado, Doutorado e Pós-Doutorado Acadêmico em Administração (PPGA/USCS).
A Universidade também conta com programas de Mestrado Profissional nas áreas de Comunicação, Direito, Educação e Saúde.

| - Mestrado Profissional Programa de Pós-graduação em Inovação na Comunicação de Interesse Público (PPGCOM/USCS) | - Mestrado Profissional Programa de Pós-graduação em Direito (PPGD/USCS) | - Mestrado Profissional Programa de Pós-graduação em Docência e Gestão Educacional (PPGE/USCS) | - Mestrado Profissional Programa de Pós-graduação em Inovação no Ensino Superior em Saúde (PPGS/USCS) |

## Ex-alunos de destaque
- Arthur Zanetti, ginasta, campeão olímpico na modalidade de argolas, primeiro brasileiro e latino-americano a conquistar uma medalha olímpica de ouro em qualquer das categorias de seu esporte.[22]
- Lorena Spoladore, atleta paralímpica, campeã mundial de salto em distância.
- Lucas Bittencourt, ginasta, medalha de prata nos Jogos Pan-Americanos de Toronto.
- Maria Rita Serrano, presidente da Caixa Econômica Federal (2023 - atualmente).[23][24]